# Manfred Hühn

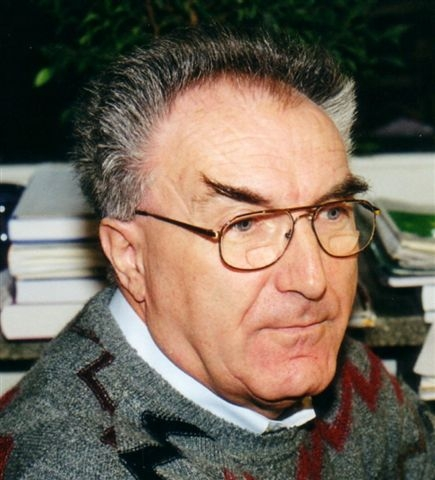
Manfred Hühn

Manfred Hühn (* 12. August 1940 in Heckholzhausen bei Weilburg an der Lahn) ist ein deutscher Agrarwissenschaftler. Er lehrte von 1972 bis 2005 Pflanzenzüchtung und Genetik an der Christian-Albrechts-Universität zu Kiel. Seine Forschungsschwerpunkte lagen im Bereich der mathematischen und statistischen Grundlagen von Pflanzenzüchtung, Genetik und Pflanzenbau, wobei populationsgenetische und quantitativ-genetische Fragestellungen im Mittelpunkt standen.

## Leben
Manfred Hühn, Sohn eines mittelständischen Unternehmers, besuchte ab 1947 die Volksschule an seinem Geburtsort und von 1951 bis 1960 das Gymnasium Philippinum in Weilburg an der Lahn. Nach dem Abitur begann er ein Studium der Mathematik mit Nebenfach Physik für das Lehramt an Gymnasien an der Johann-Wolfgang Goethe-Universität in Frankfurt/Main. Dem Staatsexamen (1966) folgte von 1967 bis 1972 eine Tätigkeit als wissenschaftlicher Angestellter (im Bereich Populationsgenetik und Biometrie) am Institut für Forstgenetik und Forstpflanzenzüchtung in Schmalenbeck (bei Ahrensburg) der Bundesforschungsanstalt für Forst- und Holzwirtschaft in Reinbek (bei Hamburg). Während dieser Zeit arbeitete Hühn überwiegend über Konkurrenzprobleme in Pflanzenbeständen. 1971 wurde er an der Fakultät für Mathematik und Naturwissenschaften der Technischen Universität Hannover mit der Dissertation Untersuchungen zur Konkurrenz zwischen verschiedenen Genotypen in Pflanzenbeständen zum Dr. rer. nat. promoviert.
Bereits im darauffolgenden Jahr (1972) habilitierte sich Hühn an der Agrarwissenschaftlichen Fakultät der Christian-Albrechts-Universität zu Kiel mit der Arbeit Populationsgenetische Untersuchungen zur phänotypischen Selektion in Pflanzenbeständen mit Konkurrenz und erhielt die Venia Legendi für das Fach „Pflanzenzüchtung, insbesondere Populationsgenetik“. Im gleichen Jahr erfolgte der Wechsel an die Universität Kiel. Seitdem vertrat er am Institut für Pflanzenbau und Pflanzenzüchtung der Agrarwissenschaftlichen Fakultät dieser Universität – zunächst als Dozent, ab 1975 als Professor – die Fachgebiete Pflanzenzüchtung, Quantitative Genetik und Populationsgenetik. 2005 trat er in den Ruhestand.

## Lehre und Forschung
Hühn führte an der Christian-Albrechts-Universität in Kiel Vorlesungen, Seminare und praktische Übungen durch auf den Gebieten der Pflanzenzüchtung (populationsgenetische und quantitativ-genetische Grundlagen, Allgemeine Zuchtmethodik) und der Genetik. Er gehörte zu den wenigen Agrarwissenschaftlern, die gleichzeitig disziplinübergreifende Lehrveranstaltungen zu allgemein-philosophischen wie auch zu wissenschaftstheoretischen Fragestellungen anboten und durchführten.
Aus den letztgenannten Aktivitäten entstanden innerhalb eines Jahrzehnts vier Buchpublikationen: „Dürfen wir, was wir können? Kritische Anmerkungen eines Naturwissenschaftlers“ (1996), „Universität und Bildungsauftrag. Wirklichkeit oder Farce?“ (2000), „Denkanstöße. Anmerkungen zu ausgewählten philosophischen und wissenschaftstheoretischen Fragen“ (2003) und „Denkanstöße und Reflexionen. Nachdenkliche und unterhaltsame Streifzüge zu ausgewählten philosophischen und wissenschaftstheoretischen Fragen“ (2007). Ergänzende Überlegungen zu diesen Themen und grundlegende Gedanken über die „Sinn-Frage“ finden sich in seiner 2005 veröffentlichten „Abschiedsvorlesung“.
Da Hühn „von Haus aus“ Grenzgänger zwischen Mathematik und Biologie, Genetik und Pflanzenzüchtung war, spiegelt sich sein fachübergreifendes Denken und Handeln auch in seinen Forschungsschwerpunkten wider. Untersuchungen der populationsgenetischen und quantitativ-genetischen Grundlagen der Pflanzenzüchtung (unter besonderer Berücksichtigung der Allgemeinen Zuchtmethodik) sowie Beiträge zur Weiterentwicklung der mathematischen und statistischen Ansätze der Beschreibung und Analyse pflanzenzüchterischer (vor allem zuchtmethodischer) und pflanzenbaulicher Fragestellungen standen dabei im Mittelpunkt.
Hervorzuheben von diesen Forschungsaktivitäten sind Untersuchungen zur quantitativen Erfassung der Konkurrenz in Pflanzenbeständen, Anlage und Auswertung von Mischungsversuchen (insbesondere Klonmischungen), Analysen von Genotyp x Umwelt-Wechselwirkungen und quantitative Erfassung phänotypischer Stabilität (Ertragssicherheit), Untersuchungen der Ertragssicherheit mit Hilfe von Ertragskomponenten, Charakterisierung von Quotientenmerkmalen (z. B. Ernte-Index oder Korn/Stroh-Verhältnis bei Getreide), zuchtmethodische Dimensionierungsprobleme, Analyse unregelmäßiger Pflanzenverteilungen in Feldbeständen und theoretische Beiträge zur Kopplungsanalyse.
Neben diesen pflanzenzüchterischen, pflanzenbaulichen und genetischen Problemen hat Hühn während seiner Tätigkeit als Hochschullehrer stets auch allgemein-statistische und biometrisch-methodische Fragen bearbeitet. Seine gesamten Forschungsaktivitäten führten zu zirka 260 Publikationen, die Hühn überwiegend in internationalen Fachzeitschriften veröffentlicht hat.

## Veröffentlichungen (Auswahl)
- Denkanstöße und Reflexionen. Nachdenkliche und unterhaltsame Streifzüge zu ausgewählten philosophischen und wissenschaftstheoretischen Fragen. Shaker Verlag Aachen 2007.